# Atletica leggera ai Giochi della IX Olimpiade
Ai Giochi della IX Olimpiade di Amsterdam nel 1928 vennero assegnati 27 titoli in gare di atletica leggera, di cui 22 maschili e 5 femminili.
- Fa il suo ingresso l'atletica femminile.
- Durata del programma: dal 29 luglio al 5 agosto 1928.
- Nazioni partecipanti: 40 (come a Parigi)[1].
- Numero di atleti iscritti: 706, di cui 611 uomini e 95 donne[1].
- Ogni nazione può iscrivere in ciascuna specialità 4 atleti + 2 riserve.
- Sede delle gare: Stadio Olimpico di Amsterdam. Per la prima volta nella storia dei Giochi si gareggia su una pista di 400 metri. Ci sono 8 corsie sul rettilineo d'arrivo e 6 nell'anello. Il fondo è in argilla speciale, come quella utilizzata allo stadio di Colombes.
- Molte delle giornate di gara sono disturbate dalla pioggia; la temperatura, nonostante la stagione estiva, si mantiene su livelli bassi.
- Nell'atletica maschile si hanno 5 nuovi record mondiali, 11 nuovi record olimpici.
- Nell'atletica femminile si hanno 4 nuovi record mondiali, 1 nuovo record olimpico.

## Partecipazione
Ritorna nella famiglia olimpica la Germania, dopo un purgatorio durato 8 anni.
Anche ad Amsterdam, come quattro anni prima a Parigi, sono presenti 40 nazioni:
| Paese            | Atleti |
| ---------------- | ------ |
| Argentina        | 7      |
| Australia        | 7      |
| Austria          | 4      |
| Belgio           | 32     |
| Canada           | 32     |
| Cecoslovacchia   | 11     |
| Cile             | 8      |
| Cuba             | 1      |
| Danimarca        | 10     |
| Estonia          | 4      |
| Filippine        | 2      |
| Finlandia        | 35     |
| Francia          | 50     |
| Germania         | 62     |
| Giappone         | 16     |
| Gran Bretagna    | 55     |
| Grecia           | 13     |
| Haiti            | 2      |
| India Britannica | 7      |
| Irlanda          | 10     |
| Italia           | 24     |
| Jugoslavia       | 4      |
| Lettonia         | 6      |
| Lituania         | 5      |
| Lussemburgo      | 4      |
| Messico          | 11     |
| Monaco           | 1      |
| Norvegia         | 13     |
| Nuova Zelanda    | 3      |
| Paesi Bassi      | 50     |
| Polonia          | 15     |
| Portogallo       | 3      |
| Romania          | 13     |
| Spagna           | 10     |
| Stati Uniti      | 98     |
| Sudafrica        | 9      |
| Svezia           | 29     |
| Svizzera         | 9      |
| Turchia          | 5      |
| Ungheria         | 26     |

Rispetto a Parigi 1924 si contano, nell'atletica leggera, 4 defezioni e 3 nuove partecipazioni (che sommate al ritorno della Germania pareggiano il conto):
- defezioni: Brasile, Bulgaria, Ecuador, Egitto;
- nuove partecipazioni: Cuba, Lituania e Romania.

Haiti conquista una medaglia d'argento con soli due atleti, uno nella velocità e uno nel salto in lungo.

## Il punto tecnico
Vengono applicate le nuove norme del Regolamento Tecnico dell'IAAF. Due norme risultano particolarmente interessanti: quella sulle false partenze e quella sui comandi dello starter.
- Le sanzioni per le false partenze vengono uniformate. I concorrenti saranno penalizzati con l'arretramento della posizione di partenza, in ragione della lunghezza della gara. Per le corse fino a 120 metri la sanzione è di un metro per ciascuna falsa partenza. Per i 1.500 la sanzione può arrivare ad un massimo di dieci metri in meno. Ai Giochi del 1932 sarà introdotta la regola, che durerà fino al tutto il 2001, che prevede l'ammonizione per la prima falsa partenza e la squalifica dell'atleta dopo la seconda.
- I comandi del giudice di partenza vengono così codificati: a posto e pronti, seguito dal colpo di pistola. Il giudice deve dare i comandi nella sua lingua madre. Nel 1934 la Federazione mondiale modificherà il primo di essi in ai vostri posti. La formulazione dei comandi rimarrà tale fino alla fine del XX secolo (dal 2000 nelle gare internazionali i comandi devono essere comunicati non più nella lingua madre ma in inglese).

La Federazione mondiale non autorizza invece l'uso dei blocchi di partenza per le gare di velocità, inventati l'anno precedente.
Il cronometraggio è manuale al decimo di secondo. I tempi tuttavia vengono ufficializzati ancora al quinto di secondo e viene ufficializzato solo il tempo del vincitore di ogni singola gara.
Per la prima volta viene impiegata la Lobner Camera, una macchina per il fotofinish ancora più progredita di quelle di Stoccolma 1912 e Anversa 1920.
La costruzione della pista di atletica viene ultimata appena due giorni prima dell'inizio delle gare. Il fondo viene considerato un po' soffice dalla maggior parte dei tecnici. L'abbondanza di piogge che cadrà nei giorni di gara lo renderà ancora più cedevole.

## Risultati delle gare
| Posizione | Paese         |    |    |    | Totale |
| --------- | ------------- | -- | -- | -- | ------ |
| 1         | Stati Uniti   | 9  | 8  | 8  | 25     |
| 2         | Finlandia     | 5  | 5  | 4  | 14     |
| 3         | Canada        | 4  | 2  | 2  | 8      |
| 4         | Gran Bretagna | 2  | 2  | 1  | 5      |
| 5         | Germania      | 1  | 2  | 6  | 9      |
| 6         | Svezia        | 1  | 2  | 4  | 7      |
| 7         | Francia       | 1  | 1  | 1  | 3      |
| 8         | Giappone      | 1  | 1  | 0  | 2      |
| 9         | Sudafrica     | 1  | 0  | 0  | 1      |
| 10        | Irlanda       | 1  | 0  | 0  | 1      |
| 11        | Polonia       | 1  | 0  | 0  | 1      |
| 11        | Cile          | 0  | 1  | 0  | 1      |
| 13        | Haiti         | 0  | 1  | 0  | 1      |
| 13        | Ungheria      | 0  | 1  | 0  | 1      |
| 13        | Paesi Bassi   | 0  | 1  | 0  | 1      |
| 13        | Norvegia      | 0  | 0  | 1  | 1      |
| Totale    | Totale        | 27 | 27 | 27 | 81     |